# 愚园路1112弄4、20号
愚园路1112弄4、20号（又称愚园路1112弄4、20号住宅）位于中華人民共和國上海市长宁区愚园路1112弄4、20号，建于1928年，风格为巴洛克建筑，二层有腰线设计，带有烟囱，共占地面积1321平方米，4号建筑面积897平方米，20号建筑面积853平方米，蒋光鼐曾在此4号居住过直到1953年离开。1999年被上海市人民政府列为上海优秀历史建筑

。